# Dwór w Lipinkach
Dwór w Lipinkach – zabytkowy dwór szlachecki z początku XX w. znajdujący się w miejscowości Lipinki, w woj. małopolskim, w powiecie gorlickim.

## Historia
Budowę obecnego budynku dworu rozpoczęło małżeństwo Franciszek i Jadwiga Straszewscy. Ukończona ona została w 1909 r. Wcześniej, bo w 1870 roku, z wnuczką Jadwigi ożenił się oficer armii austro-węgierskiej Wincenty Byszewski, herbu Jastrzębiec. Po śmierci Straszewskich dwór przeszedł w ich posiadanie. W świadomości mieszkańców powszechnie nazywa się go właśnie dworem Byszewskich. Należący do nich majątek dworski obejmował 211 ha lasów, 64 ha użytków rolnych, 136 ha pól, na których od 1860 roku budowane były kopalnie ropy naftowej. Posiadłości Byszewskich po II wojnie światowej zostały rozparcelowane na mocy dekretu o reformie rolnej. Ziemia przypadła ubogiej ludności Lipinek, Wójtowej, Pagorzyny i Libuszy. Na przełomie lat 70. i 80. dwudziestego wieku w budynku dworskim umieszczono ośrodek zdrowia i aptekę, a w części dobudowanej pocztę. Zabytkową stodołę i spichlerz z XIX wieku rozebrano. Na placu przed rezydencją urządzone zostało boisko sportowe, a ogrodzenie zdemontowano. Park służy młodzieży, która trenuje biegi przełajowe.

### Ludwik Miętta-Mikołajewicz
W dworze tym mieszkał także powstaniec styczniowy Ludwik Miętta-Mikołajewicz, który jako rotmistrz poprowadził oddział kawalerii w słynnej bitwie o Miechów (17 II 1863). Służył pod Kurowskim, Langiewiczem i Różyckim. Był on spokrewniony z rodziną Straszewskich. W 1883 roku ożenił się w pobliskiej Osobnicy z Felicją de Laevaux. Jego żona i córka Jadwiga zmarły jednak w Olszy (obecnie część Krakowa). On sam, o czym świadczy wpis w księdze zgonów parafii, zmarł 1 stycznia 1917 roku i pochowany został 3 stycznia w Lipinkach. Jego grób znajduje się poniżej kaplicy cmentarnej na tzw. starym cmentarzu w Lipinkach.